# Parc animalier de Djerma
Le parc animalier de Djerma est situé dans commune de Djerma, dans la wilaya de Batna en Algérie.

## Présentation
Le parc est situé en contrebas du parc national de Belzma. Il est composé de marais propres à cette région et d'une faune dont certaines espèces[Lesquelles ?] sont endémiques à la région.

## Journée mondiale des zones Humides
C'est au sein de ce parc, et celui de Belezma, qu'est célébrée la journée mondiale des zones humides en collaboration avec le centre de conservation des forêts de Batna et le département de biologie de l'université de Batna (Hadj Lakhdar).